# جیران‌کچمز
جیران‌کچمز (به ترکی آذربایجانی: Ceyrankeçməz) یک منطقهٔ مسکونی در جمهوری آذربایجان است که در شهرستان قبوستان واقع شده‌است.